# All-Star Squadron
El All-Star Squadron, Esquadrón Estrella o All-Star Squad son un equipo de superhéroes de DC Comics de ficción que debutó en Justice League of America # 193 (agosto de 1981). Creada por Roy Thomas, Rich Buckler y Jerry Ordway.

## Historia del equipo
El All-Star Squadron era un gran equipo de superhéroes, incluidos los miembros de la Sociedad de la Justicia de América, los Combatientes de la Libertad (Tío Sam y los Freedom Fighters), así como un pequeño número de héroes en solitario. El día del bombardeo de Pearl Harbor, el presidente Franklin Roosevelt solicitó a los superhéroes disponibles se reunieran en la Casa Blanca donde les pidió que trabajaran juntos para sabotear el ataque nazi y alcanzar la paz durante La Segunda Guerra Mundial. En ese momento, muchos de los miembros de la Sociedad de la Justicia habían sido capturados por el villano Per Degaton. 
A los héroes disponibles se les pidió mantuvieran una guardia contra un posible ataque en la costa oeste estadounidense. Degaton utilizó algunos aviones japoneses robados para lanzar un ataque, por lo que la misión principal del Escuadrón fue detener el ataque y rescatar a los héroes capturados, que a la postre también pasaron a formar parte del nuevo grupo. La razón para no usar al Escuadrón en situaciones de combate en Europa fue porque Adolf Hitler tenía en su posesión la Lanza del Destino, un objeto místico que le dio el control sobre los superhéroes con poderes basados en la magia o con vulnerabilidad a la magia (incluyendo Superman, Linterna Verde, Dr. Fate y otros), que cruzaron a territorio controlado por los Potencias del Eje. La lanza del destino le permitió a Hitler levantar una "esfera de influencia" en Europa y otros territorios del Eje. Si algún metahumano entrase en la esfera, de inmediato sería sometido por la maldad de Hitler. 
La entrada de América en la Segunda Guerra Mundial hizo que varios de los miembros de la Sociedad de la Justicia se alistasen y revelaran su identidad civil. Entre ellos Starman, Hombre Halcón, Átomo (Al Pratt) y Johnny Thunder. El Escuadrón fue inicialmente presidido por el Hombre Halcón y los miembros de la Sociedad de la Justicia participaron libremente. El núcleo del Escuadrón, sin embargo, se componía de héroes menos conocidos, como Liberty Belle, Johnny Quick, Chica Halcón, el Commander Steel, y Robotman I. Posteriormente la Sociedad de la Justicia fue llamada a un mayor nivel de servicio, como el Batallón de Justicia. (All-Star Squadron # 21). Gracias a Ultra-Humanidad, la Sociedad de la Justicia involuntariamente se reunió con sus propios hijos y sucesores, Infinity, Inc. Los Infinitors viajaron atrás en el tiempo para tratar de detener a Ultrahumanidad, que estaba trabajando con su propio pasado en 1942. (# 21-26, Ann. # 2). 
En febrero de 1942, el All-Star Squadron celebró su primera reunión plenaria en la Perisphere, la antigua sede de la Feria Mundial de Nueva York. La reunión masiva fue interrumpido por el Tío Sam, quien dijo a los All-Stars de cómo él y sus compañeros habían tratado de detener el ataque a Pearl Harbor. Sam reunió un grupo de nuevos héroes llamado Freedom Fighters. (# 31-35). El Escuadrón siguió operando durante la guerra y en abril de 1942 incluso inspiró a un subgrupo, los Young All-Stars. Este era un grupo de jóvenes héroes entre los que se encontraban Dan Dyna-Mite, Neptuno Perkins, Iron Munro, Flying Fox y Fury. El grupo se distinguió por haber derrotado al grupo de villanos nazis llamados Eje Amerika (Young All-Stars # 1-6). El All-Star Squadron aparece por primera vez en Justice League of America #193 (agosto de 1981) y fue creado por Roy Thomas, Rich Buckler y Jerry Ordway.

### Autores deAll-Star Squadron
Guionistas
- Roy Thomas - # 1-67 (Sep 1981-Mar 1987); Annual #1-3 (1982-84)
- Paul Kupperberg - # 41, 44 (Ene 1985, Mar 1985)
- Mike Baron - # 43 (Feb 1985)
- Dann Thomas - # 46, 51, 53-55 (Jun 1985, Nov 1985, Ene 1986-Mar 1986)

Dibujantes
- Rich Buckler - # 1-5, 36 (sep 1981-ene 1982, ago 1984)
- Adrian González - # 6-18 (feb 1982-feb 1983); Annual #1 (1982)
- Jerry Ordway - # 19-26, 29 (mar 1983-oct 1983, ene 1984); Annual #2 (1983)
- Richard Howell - # 27-28, 30, 40 (nov 1983-dic 1983, feb 1984, dic 1984)
- Rick Hoberg - # 31-35, 38-39 (mar 1984-jul 1984, oct 1984-nov 1984)
- Arvell Jones - # 37, 41-46, 50-55, 58-60, 67 (sep 1984, ene 1985-jun 1985, oct 1985-mar 1986, jun 1986- ago 1986, mar 1987)
- Todd McFarlane - # 47 (jul 1985)
- Mike Harris - # 48-49, 61 (ago 1985-sep 1985, sep 1986)
- Mike Clark - # 51, 56-57, 60 (nov 1985, abr 1986-may 1986, ago 1986)
- Tony DeZuniga - # 62 (oct 1986)
- Michael Bair - # 63 (nov 1986)
- Wayne Boring - # 64 (dic 1986)
- Don Heck - # 65 (ene 1987)
- Paul Kupperberg - # 66 (feb 1987)

#### Autores de las portadas
- Rich Buckler - # 1, 3-6, 36 (sep 1981, nov 1981-feb 1982, ago 1984)
- Joe Kubert - # 2, 7-18 (oct 1981, mar 1982-feb 1983)
- Jerry Ordway - # 19-33, 50, 60 (mar 1983-may 1984, oct 1985, ago 1986); Annual #1-2 (1982-83)
- Rick Hoberg - # 34-35, 37-39 (jun 1984-jul 1984, sep 1984-nov 1984); Annual #3 (1984)
- Arvell Jones - # 40-44, 46, 52, 55, 58-59, 64-66 (dic 1984-apr 1985, jun 1985, dic 1985, mar 1986, jun 1986-jul 1986, dic 1986-feb 1987)
- Tim Burgard - # 45 (may 1985)
- Todd McFarlane - # 47 (jul 1985)
- Mike Harris - # 48-49, 61-62 (ago 1985-sep 1985, sep 1986-oct 1986)
- Mike Clark - # 51, 53-54, 56-57 (nov 1985, ene 1986-feb 1986, abr 1986-may 1986)
- Michael Bair - # 63 (nov 1986)
- Tom Grindberg - # 67 (mar 1987)